# Jaiwa (Fluss)
Die Jaiwa (russisch Я́йва) ist ein linker Nebenfluss der Kama in der russischen Region Perm.
Die Jaiwa entspringt im Gebirgszug Kwarkusch an der Westflanke des Nördlichen Urals. Sie fließt in überwiegend westlicher Richtung. Dabei passiert sie die gleichnamige Kleinstadt Jaiwa 
und mündet schließlich in den Kamastausee.
Die Jaiwa hat eine Länge von 304 km. Sie entwässert ein Areal von 6250 km².
Sie wird hauptsächlich von der Schneeschmelze gespeist.
87 km oberhalb der Mündung beträgt der mittlere Abfluss 88 m³/s.
Zwischen der zweiten Oktoberhälfte und Mitte November gefriert der Fluss.
Ende April / Anfang Mai ist er wieder eisfrei.
Zumindest in der Vergangenheit wurde die Jaiwa zum Flößen genutzt.
Die letzten 15 km der Jaiwa sind schiffbar.